# Oplurus cyclurus
Oplurus cyclurus is een hagedis die behoort de familie madagaskarleguanen (Opluridae).

## Naamgeving
De naam is in 1820 door Blasius Merrem gepubliceerd als Uromastyx cyclurus. De door Merrem opgegeven "Habitat" (type locatie) "Brasilia" is een vergissing.

### Synoniemen
De volgende namen zijn synoniemen voor Oplurus cyclurus:
- Synoniem Oplurus maximiliani Duméril & Bibron 1837
- Synoniem Doryphorus maximiliani Fitzinger 1843
- Synoniem Tropidurus cyclurus Gray 1845
- Synoniem Hoplurus barnardi Peters 1854 (part.)
- Synoniem Hoplurus cyclurus Peters 1882
- Synoniem Hoplurus cyclurus Boulenger 1885

## Uiterlijke kenmerken
De leguaan bereikt een lichaamslengte van circa 25 centimeter, waarbij de staart meer dan de helft van de lengte uitmaakt. De basiskleur is grijs met heldere witte en lichtgrijze vlekken. In de nek draagt het dier doorgaans een langgerekte, in de breedte verlopende donkerbruine tot zwarte vlek, die aan de achterzijde met een bijna witte lijn is afgezet. De hagedis heeft een puntige staart met grote stekelige schubben.

## Verspreiding en habitat
Oplurus cyclurus komt endemisch voor op het eiland Madagaskar. De habitat bestaat uit open bossen en dun beboste steppen. Anders dan de andere soorten uit dit geslacht, die op de grond leven, leeft deze soort in bomen.

## Beschermingsstatus
Door de internationale natuurbeschermingsorganisatie IUCN is de beschermingsstatus 'veilig' toegewezen (Least Concern of LC).